# 진도 금골산 마애여래좌상
금골산마애여래좌상(金骨山磨崖如來坐像)은 대한민국 전라남도 진도군 군내면 둔전리, 금골산에 있는 석굴의 벽면에 새겨진 조선시대의 마애불이다. 1984년 2월 29일 전라남도의 문화재자료 제110호로 지정되었다.

## 개요
전라남도 진도군 금골산에 있는 석굴의 벽면에 새겨진 이 불상은 엄지와 네번째 손가락을 맞대고 있는 손모양으로 보아 아미타여래를 표현한 것으로 보인다.
둥근 얼굴에 신체 또한 둥글게 팽창시켰지만 입체감이 없이 평면화되어 보인다. 옷은 양 어깨를 감싸고 있으며, 옷자락은 무릎까지 내려와 도식적인 물결무늬 옷주름을 이루고 있다. 가슴에는 사각형의 홈이 파여 있는데, 아마도 불상에 관련된 서적 등의 복장품(腹藏品)을 넣어두었던 곳으로 보인다.
둥근 얼굴에 토속적으로 새겨진 이목구비, 몸을 부풀게 표현한 특징은 고려시대 지방화된 양식의 일면을 보여주고 있어 당시의 대표적인 마애불로 평가된다.

## 참고 문헌
- 금골산마애여래좌상 - 국가유산청 국가유산포털